# Германия на «Евровидении-1979»
Германия принимала участие в Евровидении 1979, проходившем в Иерусалиме, Израиль. На конкурсе её представляла группа «Dschinghis Khan» с песней «Dschinghis Khan», выступавшая под номером 9. В этом году страна заняла 4-е место, получив 86 баллов. Комментатором конкурса от Германии в этом году был Вулф Миттлер, глашатаем — Лотти Онесорж.

## Национальный отбор
Национальным отбором песни на Евровидение 1979 стал музыкальный конкурс «Vorentscheid 1979», походивший в Мюнхене. Принципиальным отличием этого национального отбора от предыдущих стало то, что победную песню выбирали не жюри или телезрители, а 500 случайно выбранных немцев. Так правительство хотело выразить идею справедливого отношения к каждому немцу.
| Номер | Артист                         | Песня                                 | Место |
| ----- | ------------------------------ | ------------------------------------- | ----- |
| 1     | Тони Холидей                   | Zuviel Tequila, zuviel schöne Mädchen | 9-е   |
| 2     | Анна Холлер                    | Goodbye, Chérie                       | 7-е   |
| 3     | Гебрудер Блатшуз               | Ein Blick sagt mehr als jedes Wort    | 12-е  |
| 4     | Ингрид Петерс                  | Du bist nicht frei                    | 8-е   |
| 5     | Джерри Рикс и Линда Г. Томпсон | Wochenende                            | 11-е  |
| 6     | Группа «Truck Stop»            | Take it easy, altes Haus              | 2-е   |
| 7     | Дженни де Рой                  | Was wir aus Liebe tun                 | 10-е  |
| 8     | Бернард Бринк                  | Madeleine                             | 6-е   |
| 9     | Группа «Dschinghis Khan»       | Dschinghis Khan                       | 1-е   |
| 10    | Паола                          | Vogel der Nacht                       | 3-е   |
| 11    | Роберто Бланко                 | Samba si, Arbeit no                   | 4-е   |
| 12    | Группа «Orlando Riva Sound»    | Lady, lady, lady                      | 5-е   |

## Страны, отдавшие баллы Германии
Каждая страна оценивает 10 участников оценками 1-8, 10, 12.
| 12 баллов                    | 8 баллов       | 6 баллов              | 5 баллов          |
| ---------------------------- | -------------- | --------------------- | ----------------- |
| Испания Монако Франция Дания | Великобритания | Швеции Израиль        | Ирландия          |
| 4 балла                      | 3 балла        | 2 балла               | 1 балл            |
| Бельгия                      | Финляндия      | Нидерланды Португалия | Италия Люксембург |

## Страны, получившие баллы от Германии
| 12 баллов | 10 баллов  | 8 баллов       | 7 баллов  | 6 баллов |
| --------- | ---------- | -------------- | --------- | -------- |
| Испания   | Дания      | Великобритания | Швейцария | Ирландия |
| 5 баллов  | 4 балла    | 3 балла        | 2 балла   | 1 балл   |
| Финляндия | Португалия | Нидерланды     | Греция    | Бельгия  |